# Lev Kirillovič Naryškin
Lev Kirillovič Naryškin, in russo Лев Кириллович Нарышкин? (1664 – Mosca, 28 gennaio 1705), è stato un politico russo.

## Biografia
Era il figlio di Kirill Poluektovič Naryškin, e di sua moglie, Anna Leont'evna Leont'eva.
Nel 1682 durante la rivolta di Mosca fu costretto ad andare in esilio. Ritornato a Mosca, giocò un ruolo di primo piano, grazie alla influenza che aveva sulla sorella, l'imperatrice.
Nel 1689, l'ambizione di Sof'ja Alekseevna, portò alla creazione di un nuovo complotto contro l'imperatrice Natal'ja e alle persone a lei vicine, soprattutto contro suo fratello, ma il complotto venne scoperto.
Nel 1690 è stato nominato capo del Dipartimento degli Ambasciatori, mantenendo la carica fino al 1702.

## Matrimoni

### Primo matrimonio
Sposò, il 3 settembre 1684, Praskov'ja Fëdorovna Naryškina. Ebbero sette figli:
- Agrippina L'vovna (1685-1709), sposò il principe Aleksej Michajlovič Čerkasskij;
- Praskov'ja L'vovna (?-1718);
- Aleksandra L'vovna (1690-1730), sposò Artëm Petrovič Volynskij, ebbero tre figli;
- Efgraf L'vovič (?-30 ottobre 1705);
- Aleksandr L'vovič (1694-1746);
- Fëdor L'vovič (17 maggio 1697-1705);
- Ivan L'vovič (1700-1734)

### Secondo matrimonio
Nel 1702 sposò Anna Petrovna Saltykov (9 settembre 1677-22 giugno 1728), figlia di Pëtr Saltykov e la principessa Marfa Ivanovna Prozorovskija. Ebbero due figlie:
- Marija L'vovna (1703-1727), sposò il principe Fëdor Ivanovič Golicyn, non ebbero figli;
- Anna L'vovna (1704-1775), sposò il principe Aleksandr Jur'evič Trubeckoj.

## Morte
Morì il 28 gennaio 1705 a Mosca.